# Орлов Яр
Орлов Яр (укр. Орлів Яр) — село, Шосткинский район, Сумская область, Украина.
Население по переписи 2001 года составляло 2 человека.
К 2020 году была в составе — Княжевского сельского Совета. После ликвидации Ямпильского района с 19 Июля 2020 года село вошло в Шосткинский район.

## Географическое положение
Село Орлов Яр находится на левом берегу реки Ходуня, которая через 4 км впадает в реку Смолянка.